# Shay Mitchell
Shannon Ashley "Shay" Mitchell, född 10 april 1987 i Mississauga i Ontario, är en kanadensisk skådespelerska, modell och entreprenör. Hon medverkar i ABC Family Original-serien Pretty Little Liars i rollen som Emily Fields.

## Tidigt liv
Shay Mitchell föddes i Mississauga som dotter till en filippinsk mor och en irländsk/skotsk far. Redan som ung var Mitchell intresserad av scenkonst, och förklarade för sina föräldrar att hon skulle fullfölja en sådan karriär. Mitchell började med danslektioner vid 5 års ålder. Tillsammans med flera av sina klasskamrater reste hon omkring för att tävla mot andra dansskolor.
Vid 10 års ålder flyttade Mitchells familj till Vancouver i British Columbia. Ett år efter flytten höll en internationell modellagentur en öppen audition för tonårs- och blivande tonårsflickor som tävlade om att bli representerade av dem. Mitchell var en av de utvalda flickorna.

## Karriär
I sena tonåren hade Mitchell varit modell för flera företag i städer som Bangkok, Hongkong och Barcelona. Hon återvände dock till Toronto för att studera skådespeleri. Efter att ha skrivit på ett kontrakt med sin första teateragentur, medverkade hon i ett avsnitt av den kanadensiska tonårsdramaserien Degrassi: The Next Generation, och medverkade även i flera nationella reklamfilmer.
Mitchell fick dessutom en återkommande roll i Disney XD-serien Aaron Stone. Hon var med i musikvideon till låten "Hold My Hand" av artisten Sean Paul, medverkade i serien Rookie Blue, och var modell för det amerikanska klädföretaget American Eagle Outfitters. Hennes mest framträdande roll är som Emily Fields i ABC Family serien Pretty Little Liars, där hon ursprungligen provspelade för rollen som Spencer Hastings.
I januari 2011 skrev Mitchell på ett kontrakt med Procter & Gamble för att vara talesman för schampolinjen Pantene Nature Fushion.

## Privatliv
Mitchell har varit i ett förhållande med Matte Babel sedan 2017. I oktober 2019 meddelade hon födseln av sin dotter.

## Filmografi

### Film
| År   | Titel                          | Roll       | Övrigt |
| ---- | ------------------------------ | ---------- | ------ |
| 2016 | Mother's Day                   | Tina       |        |
| 2018 | The Possession of Hannah Grace | Megan Reed |        |

### Tv
| År        | Titel               | Roll           | Övrigt                          |
| --------- | ------------------- | -------------- | ------------------------------- |
| 2010–2017 | Pretty Little Liars | Emily Fields   | Huvudroll                       |
| 2010      | Aaron Stone         | Irina Webber   | 4 avsnitt                       |
| 2018      | You                 | Peach Salinger | Huvudroll (säsong 1); 6 avsnitt |
| 2019–nu   | Dollface            | Stella Cole    | Huvudroll                       |